# Istarska nogometna liga 1964./65.
Istarska nogometna liga (također i kao Istarska zona, Riječko-istarska zona – Istarska skupina, Riječko-istarska zona – grupa Pula) je bila liga trećeg stupnja nogometnog prvenstva Jugoslavije u sezoni 1964./65. 
 
Sudjelovalo je 8 klubova, a prvak je bio "Rudar" iz Labina. 

## Ljestvica
| mj. | klub           | ut. | pob. | ner. | por. | gol+ | gol- | bod |
| --- | -------------- | --- | ---- | ---- | ---- | ---- | ---- | --- |
| 1.  | Rudar Labin    | 14  | 11   | 1    | 2    | 51   | 16   | 23  |
| 2.  | Jadran Poreč   | 14  | 11   | 1    | 2    | 50   | 20   | 23  |
| 3.  | Buje           | 14  | 8    | 3    | 5    | 40   | 23   | 19  |
| 4.  | Vodnjan        | 14  | 7    | 2    | 5    | 30   | 22   | 16  |
| 5.  | Rovinj         | 14  | 6    | 1    | 7    | 23   | 24   | 13  |
| 6.  | Ingrad Umag    | 14  | 3    | 2    | 9    | 24   | 46   | 8   |
| 7.  | Mladost Fažana | 14  | 2    | 1    | 11   | 9    | 40   | 50  |
| 8.  | Pazin          | 14  | 2    | 1    | 11   | 10   | 47   | 5   |

## Rezultatska križaljka
| kratica | klub           | BUJE | ING | JAD | MLA | PAZ | ROV | RUD | VOD |
| --- | -------------- | ---- | --- | --- | --- | --- | --- | --- | --- |
| BUJE | Buje           |      |     |     |     |     |     |     |     |
| ING | Ingrad Umag    |      |     |     |     |     |     |     |     |
| JAD | Jadran Poreč   |      |     |     |     |     |     |     |     |
| MLA | Mladost Fažana |      |     |     |     |     |     |     |     |
| PAZ | Pazin          |      |     |     |     |     |     |     |     |
| ROV | Rovinj         |      |     |     |     |     |     |     |     |
| RUD | Rudar Labin    |      |     |     |     |     |     |     |     |
| VOD | Vodnjan        |      |     |     |     |     |     |     |     |
| |                |      |     |     |     |     |     |     |     |
| podebljan rezultat - utakmice od 1. do 7. kola (1. utakmica između klubova) rezultat normalne debljine - utakmice od 8. do 14. kola (2. utakmica između klubova) rezultat nakošen - nije vidljiv redoslijed odigravanja međusobnih utakmica iz dostupnih izvora rezultat smanjen * - iz dostupnih izvora nije uočljiv domaćin susreta prekrižen rezultat - poništena ili brisana utakmica p - utakmica prekinuta 3:0 p.f. / 0:3 p.f. - rezultat 3:0 bez borbe n.i. - nije igrano |                |      |     |     |     |     |     |     |     |

 Izvori: 

## Za prvaka Riječko-istarske zone
| Orijent Rijeka |  | – |  | Rudar Labin |  | 2:2, 0:0, 3:0 |  |